# Oord (geografie)

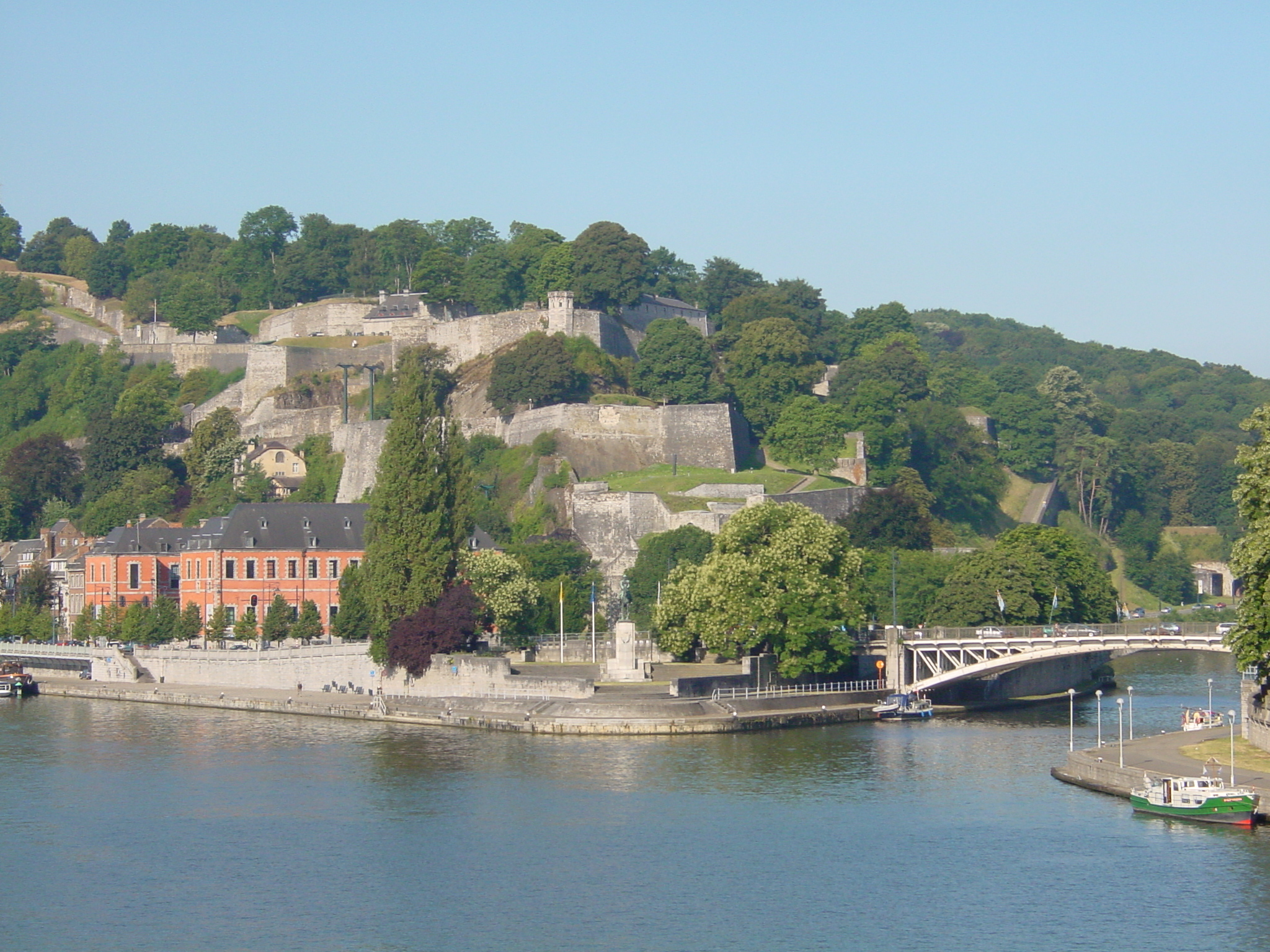
De Naamse oord, met eerst het monument, daarachter het Waals Parlement en op de achtergrond de citadel.

Een oord is een stuk land waar twee rivieren samenkomen. Het stuk land heeft hierdoor meestal een spitse vorm, als een landtong. Ook het land in de binnenbocht van een rivier wordt soms wel oord genoemd. Oord is een mannelijk woord, het is dus de oord, waarmee het onderscheiden kan worden van het oord, dat nederzetting betekent.

## Landschappelijke waarde
Oorden zijn opvallende plekken in een landschap. Omdat ze de samenloop van twee rivieren markeren zijn het niet alleen geschikte plekken om een stad te stichten, maar ook plekken met een symbolische betekenis. Oorden zijn dan ook vaak gebruikt om er nationalistische monumenten neer te zetten. Een goed voorbeeld hiervan is Deutsches Eck (vroeger ook wel Deutscher Ordt) in Koblenz, waar een groot monument voor de Duitse eenheid staat. Ook op de oord in Namen staat een nationaal monument. Het parlement van Wallonië staat ook aan de Naamse oord.